# 马丁娜·耶施克
马丁娜·耶施克（德語：Martina Jäschke，1960年5月6日—），生于梅泽堡，德国女子跳水运动员。她曾代表东德参加1980年夏季奥林匹克运动会跳水比赛，获得女子10米跳台金牌。